# Criterio di Smith
Il criterio di Smith (talvolta criterio generalizzato di Condorcet, ma questo può avere altri significati) è un criterio di sistema di voto definito in modo tale che è soddisfatto quando un sistema di voto elegge sempre un candidato che si trova nel set di Smith, che è il più piccolo sottoinsieme non vuoto di i candidati in modo tale che ogni candidato nel sottoinsieme sia preferito per la maggioranza rispetto a tutti i candidati che non appartengono al sottoinsieme. (Si dice che un candidato X sia preferito dalla maggioranza rispetto a un altro candidato Y se, in una competizione uno contro uno tra X e Y, il numero di elettori che preferisce X rispetto a Y supera il numero di elettori che preferiscono Y rispetto a X. ) Il set di Smith prende il nome dal matematico John H Smith, la cui versione del criterio Condorcet è in realtà più forte di quella sopra definita per le funzioni di assistenza sociale. Benjamin Ward è stato probabilmente il primo a scrivere di questo set, che ha definito il "set di maggioranza".
Il set di Smith può essere calcolato con l'algoritmo Floyd – Warshall nel tempo Θ ( n 3 ) o l'algoritmo di Kosaraju nel tempo Θ ( n 2 ).
Quando c'è un vincitore del Condorcet - un candidato preferito dalla maggioranza rispetto a tutti gli altri candidati - il set di Smith è composto solo da quel candidato. Ecco un esempio in cui non esiste un vincitore di Condorcet: Ci sono quattro candidati: A, B, C e D. Il 40% degli elettori si classifica D> A> B> C. Il 35% degli elettori classifica B> C> A> D. Il 25% degli elettori classifica C> A> B> D. Il set di Smith è {A, B, C}. Tutti e tre i candidati nel set di Smith sono preferiti dalla maggioranza su D (poiché 60% si classifica ciascuno su D). Il set di Smith non è {A, B, C, D} perché la definizione richiede il sottoinsieme più piccolo che soddisfa le altre condizioni. Il set di Smith non è {B, C} perché B non è preferito dalla maggioranza rispetto ad A; 65% rango A su B. (ecc. ) 
| pro \ con | A  | B  | C  | D  |
| --------- | -- | -- | -- | -- |
| A         | -  | 65 | 40 | 60 |
| B         | 35 | -  | 75 | 60 |
| C         | 60 | 25 | -  | 60 |
| D         | 40 | 40 | 40 | -  |
| max opp   | 60 | 65 | 75 | 60 |
| Minimax   | 60 |    |    | 60 |

In questo esempio, in minimox, A e D pareggiano; sotto Smith/Minimax, A vince.
Il set di Smith è anche chiamato il ciclo superiore. Nell'esempio sopra, i tre candidati nel set di Smith fanno parte di un ciclo di maggioranza "sasso / carta / forbici": A è classificata su B con una maggioranza del 65%, B è classificata su C con una maggioranza del 75% e C è classificato su A con una maggioranza del 60%. Il termine ciclo superiore può essere in qualche modo fuorviante, tuttavia, poiché il set di Smith può contenere candidati che non ciclano. Ad esempio, quando c'è un vincitore di Condorcet, non a ciclo con nessuna alternativa, e quando il set di Smith è composto solo da due alternative che si pareggiano in coppia, i due non hanno ciclo con nessuna alternativa.

## Altri criteri
Qualsiasi metodo elettorale conforme al criterio Smith è conforme anche al criterio Condorcet, poiché se c'è un vincitore Condorcet, allora è l'unico candidato nel set di Smith. Ovviamente, ciò significa che il mancato rispetto del criterio Condorcet implica automaticamente anche la non conformità al criterio Smith. Inoltre, tali set sono conformi al criterio di perdente di Condorcet. Questo è notevole, perché anche alcuni metodi Condorcet non lo fanno (Minimax). Implica anche il criterio della maggioranza mutua, poiché l'insieme Smith è un sottoinsieme dell'insieme MMC.
Il set Smith e il set Schwartz sono talvolta confusi in letteratura. Miller (1977, pag.   775) elenca GOCHA come nome alternativo per il set Smith, ma in realtà si riferisce al set Schwartz. Il set Schwartz è in realtà un sottoinsieme del set Smith (ed è uguale ad esso se non ci sono pareggi a coppie tra i membri del set Smith).

## Metodi conformi
Il criterio di Smith è soddisfatto dalle coppie classificate, dal metodo di Schulze, dal metodo di Nanson, dal metodo di Robert's Rules per la votazione di mozioni e emendamenti e da molti altri metodi.
I metodi che non soddisfano il criterio Condorcet non soddisfano il criterio di Smith. Alcuni metodi Condorcet, come Minimax, non soddisfano il criterio di Smith.
I metodi di voto che non soddisfano il criterio di Smith possono essere modificati per soddisfarlo (in genere a scapito di altri criteri). Un approccio consiste nell'applicare il metodo di voto solo al set di Smith. (In altre parole, inizia eliminando dai voti i candidati non inclusi nello Smith set. ) Ad esempio, il metodo di voto Smith/Minimax è l'applicazione di Minimax ai candidati nel set di Smith. Un altro approccio è quello di eleggere il membro del set di Smith che è il più alto nell'ordine di fine del metodo di voto.